# Mihail Tuhačevski
Mihail Nikolajevič Tuhačevski (ruski: Михаи́л Никола́евич Тухаче́вский; 16. veljače 1893. – 12. lipnja 1937.) bio je ruski sovjetski maršal, zapovjednik Crvene armije između 1925. i 1928. te jedna od najznačajnijih žrtava Staljinove Velike čistke.

## Mladost
Tuhačevski je rođen u Aleksandrovskom u današnjoj Smolenskoj oblasti u obitelji siromašnih nasljednih plemića. Nakon što je pohađao Moskovsku vojnu školu 1912., premješta se u vojnu školu u rodnome gradu, gdje diplomira 1914. Na početku Prvog svjetskog rata služi u pukovniji Seminovski kao poručnik. U veljači 1915. zarobila ga je Njemačka carska vojska, a kao ratni zarobljenik bježi četiri puta te je stoga kao nepopravljivi bjegunac zatvoren u Ingloštatsku tvrđavu. Njegov peti bijeg je bio uspješan. Nakon što je prešao švicarsko-njemačku granicu, vraća se u Rusiju u rujnu 1917. Nakon Listopadske revolucije postaje članom Boljševičke stranke. Unatoč plemićkom podrijetlu, Tuhačevski će igrati značajnu ulogu u Crvenoj armiji.
Tijekom građanskoga rata (1918–22) znatno je pridonio slamanju carističkih snaga (bjelogardijaca) pod zapovjedništvom A. V. Kolčaka (1918–19) i A. I. Denjikina (1920). Istaknuo se tijekom Poljsko-sovjetskog rata (1920–21), a 1921. ugušio je pobunu mornara u Kronštadtu. Potom je bio pomoćnik (1924–25) i načelnik stožera Crvene armije (1925–28), vojni zapovjednik Lenjingradskog okruga (1928–31), zamjenik narodnoga komesara obrane SSSR-a (1931–34) i načelnik Uprave za naoružavanje Crvene armije (1931–34); proveo opsežne vojne reforme. Godine 1935. promaknut je u maršala, jednog od prvih pet u Sovjetskom Savezu. U doba Staljinovih »čistki« bio je optužen s još sedam visokih časnika za veleizdaju, osuđen i strijeljan; nakon Staljinove smrti rehabilitiran.